# De Gids (tijdschrift)
De Gids is een algemeen cultureel en literair tijdschrift, opgericht door E.J. Potgieter en C.P.E. Robidé van der Aa, waarvan het eerste nummer dateert van 1 januari 1837. Het verscheen achtereenvolgens bij de Amsterdamse uitgevers G.J.A. Beijerinck (1837-1841), P.N. van Kampen (1841-1949 en 1953-1962, daartussen bij W. de Haan in Utrecht), J.M. Meulenhoff (1962-2005) en Balans (2005-2012). De huidige uitgever is het opinieweekblad De Groene Amsterdammer. Leden van de redactie zijn onder andere Piet Gerbrandy en Safae el Khannoussi lid van de redactie; de hoofdredacteur is Edzard Mik.

## Geschiedenis

### 19e eeuw
Uit onvrede over het enige literaire tijdschrift van Nederland, Vaderlandsche Letteroefeningen, besloot uitgever Beyerinck zelf een tegenhanger op te richten. Hij zocht de jonge Potgieter aan als redacteur en naast hem benoemde hij de meer bezadigde Robidé van der Aa, een advocaat uit Arnhem. Het blad sloeg aan, maar de samenwerking in de redactie werd geen succes. Van der Aa kreeg vooral onbelangrijke klusjes, terwijl Potgieter achter zijn rug R.C. Bakhuizen van den Brink binnenhaalde als redacteur. Zij hadden samen in de redactie gezeten van het opgeheven De Muzen, Nederlandsch tijdschrift voor de beschaafde en letterkundige wereld. Toen Beijerinck de uitgave van  De Gids in 1841 overdroeg aan P.N. van Kampen, was de rol van Robidé van der Aa uitgespeeld.
De Gids was bij de oprichting hoofdzakelijk een kritisch tijdschrift, met vertalingen en oorspronkelijk werk, geïllustreerd door prenten. Potgieter en Bakhuizen van den Brink gaven het blad een vooruitstrevend en liberaal karakter met de nadruk op literatuur. Potgieter, die bijna dertig jaar redacteur bleef, publiceerde vele commentaren en gedichten onder diverse pseudoniemen. Zijn veranderingsgezindheid was vooral gericht op het terugbrengen van de culturele en economische bloei die Nederland gekend had in de Gouden Eeuw. Bakhuizen van den Brink introduceerde in De Gids de moderne literaire kritiek. Hij nam afstand van het conservatieve en chauvinistische cultureel nationalisme. Hij stelde daar tegenover dat literatuur niet moest worden beoordeeld aan de hand van een vaststaande cultuurstandaard, maar zou worden afgemeten aan de waarde die het werk kan hebben voor de eigen tijd en de nieuwe inzichten over mens en samenleving die het genereert. Hij wees daarbij op de verantwoordelijkheid van de kunstenaar om de werkelijkheid die hij aantreft kritisch te bezien en met zijn idealen te confronteren. Daartoe was het noodzakelijk vooral ook kennis te nemen van de eigentijdse romantische en realistische literatuur uit het buitenland.
Aanvankelijk bestond de inhoud van De Gids deels uit boekbesprekingen en deels uit "mengelwerk", zoals gebruikelijk in die tijd, maar het tijdschrift kreeg na een tiental jaren een meer algemeen cultureel, liberaal politiek karakter. Daarbij speelde een rol dat Bakhuizen van den Brink in 1842 wegens schulden het land en dus ook De Gids had moeten verlaten. Ook na zijn terugkeer in 1851 was hij niet meer bij het blad betrokken. In 1863 trad Conrad Busken Huet toe tot de redactie. Hij verschoof het accent weer naar de literatuur. De Gids werd steeds meer een tijdschrift van hem en Potgieter samen, wat op weerstand stuitte van de overige redactieleden, die zich door de nieuweling Huet "als schooljongens" behandeld voelden. Een negatieve bespreking van Huet werd opgeblazen tot een rel. Hij zag zich in 1865 genoodzaakt zijn ontslag in te dienen, gevolgd door Potgieter, die zijn zijde koos.
Geleid door bankiers, hoogleraren en advocaten die de literatuur als bijzaak bedreven naast hun eigenlijke bezigheden, zakte De Gids vervolgens weg tot een niveau van verregaande onbeduidendheid. In de jaren tachtig van de 19de eeuw leek De Gids ingedommeld in een lange winterslaap. Het blad werd daaruit opgeschrikt door het elan van een groep jonge schrijvers en dichters, door de literatuurgeschiedenis later de "Tachtigers" gedoopt, onder wie Willem Kloos en Frederik van Eeden. Zij zetten zich af tegen de half-literaire elite die de koers van het blad bepaalde en richtten in 1885 een eigen tijdschrift op: De Nieuwe Gids.

### 20e eeuw
De Gids ging nog steeds niet met zijn tijd mee, maar de door de Tachtiger Albert Verwey voorspelde ondergang bleef uit. Weliswaar stelde men zich slechts langzaam open voor nieuwe ontwikkelingen en bleef de redactie in hoofdzaak conservatief, maar toch kregen in later jaren auteurs als Nescio (die in 1911 met De uitvreter in De Gids debuteerde), Adriaan Roland Holst, Aart van der Leeuw en Hendrik Marsman gelegenheid er hun werk te publiceren.
Tijdens de Tweede Wereldoorlog slaagde redacteur E.J. Dijksterhuis erin De Gids buiten de Nederlandsche Kultuurkamer te houden, wat echter betekende dat onderwerpen van economische en politieke aard kwamen te vervallen, evenals enige tijd later het letterkundige gedeelte. Eind 1944 moest de publicatie van De Gids door de omstandigheden van oorlog en bezetting gestaakt worden.
Na 1965, toen de voltallige redactie - behalve Ed. Hoornik die een centrale rol bleef vervullen - aftrad om plaats te maken voor een nieuwe generatie, onder wie Han Lammers en Harry Mulisch, voerden politieke en sociale items steeds meer de boventoon. De literatuur verdween tijdelijk naar de achtergrond. Een bekend artikel uit deze tijd verscheen in 1967 in het themanummer Onbehagen: Joke Smits essay Het onbehagen van de vrouw, dat wel is beschouwd als het startschot van de Tweede feministische golf.
Het karakter van De Gids is gedurende zijn gehele geschiedenis onderhevig geweest aan golfbewegingen. Begin jaren tachtig kreeg de literatuur weer volop aandacht. Een belangrijk themanummer uit die tijd is de drievoudige aflevering Het pak van Sjaalman, met uitwerkingen van de 147 verhandelingen uit het pak dat aan het personage Sjaalman in Multatuli's Max Havelaar toevertrouwd was. De redactie besluit in het voorwoord tot dit nummer: "…dat De Gids sinds Potgieters dagen eigenlijk altijd al een Pak van Sjaalman is geweest: een magazijn van letterkundig werk".

### 21e eeuw
Een soortgelijk driedubbeldik themanummer volgde in 2007. Deze keer werden de titels van de 107 Essais van de Franse filosoof Michel de Montaigne benut om nieuwe artikelen aan op te hangen. Andere recente themanummers behandelden Indische schrijfsters, Seks, De bom, Turkije, W.F. Hermans, J. Slauerhoff, in het kader van de Boekenweek De Lof der zotheid, en het Verlichtingsdenken.
Doordat de overheid het einde aankondigde van subsidies voor literaire tijdschriften, kwam De Gids in 2011 acuut in financiële problemen. Het blad werd gered doordat De Groene Amsterdammer de uitgave overnam. Door de koppeling aan het opinieweekblad is de oplage van De Gids verhoogd van 1.000 naar 20.000 exemplaren.